# إيتوميدات
إيتوميدات هو عقَّار منوم، أي أنه يُجْبِر على النوم دون أي أثر مسكن للألم.

## البيانات السريرية
يؤثر الإيتوميدات على مستقبلات-GABA وفي التشكيل الشبكي. يستعمل لبدء التخدير ويعطى حقناً.

## الخصائص الدوائية
الارتباط ببروتينات البلاسما يبلغ قرابة 77 %. بعد الحقن يغفو المريض في غضون 10 إلى 30 ثانية. غالباً تشاهد خلجات عضلية والتي تظهر لمدة دقيقة تقريباً. مدة التأثير تكون بين دقيقتين وأربع دقائق، إلا أنها قد تطول بالتداخل مع عقاقير أخرى (Benzodizepine, Opiate). انحسار التأثير يعتمد على التوزع السريع وعلى الاستحالة الحيوية.
محاسن الإيتوميدات أمام المخدرات الأخرى هي حياده على الدورة الدموية (وإلى حد معين على التنفس) وهذا يسمح باستعماله على مرضى القلب. كما أن التفاعلات التحسسية نادرة جداً، وقد يحرر الإيتوميداتُ الهيستامينَ في بعض الحالات. كما لُوحِظَ توسعٌ معين في الأوعية التاجية وانخفاضٌ في الضغط في الجمجمة، إلا أنها ليست ذات أهمية سريرية. عند بدء التخدير بالإيتوميدات فإن الجهاز العصبي المركزي الذاتي لا يثبط. وبالتالي فإن النقع الدائم يكون مُشْكلاً ويمنع استعماله لأنه يثبط تصنيع الكورتيزول. حتى أن إعطاءه لمرة واحدة قد يعطل تصنيع الكورتيزول كلياً عند المرضى الحرجين، لذلك فإن استعمال الإيتوميدات منذ زمن موضوع خلاف علمي. قد يشكل تطوير الكاربوميدات، وهو جزيء محوَّر، مخرجاً، إذ أنه لا يثبط تصنيع الكورتيزول.
رغم ذلك فإن الاستعمال السريري اليومي للإيتوميدات لا يزال شائعاً كمنوم ابتدائي احريض الخدر عند المرضى ذوي المدخر القلبي المقيد، أي عند غالبية كبيري السن مقارنةً مع البروبوفول الذي له تأثير كابت للدورة الدموية أشد. من المساوئ الغثيان والقيء عَقِبَ الجراحة عندما يُستعمل الإيتوميدات لبدء التخدير، وذلك بغض النظر أَسْتُعْمِلَ البروبوفول أم المخدرات الاستنشاقية للإبقاء على التخدير.

## معلومات أخرى
تجارياً توجد إما محاليل أو مستحلبات ذات 2 مغ على الملليتر، أنبوبة ذات 10 مل تحتوي 20 مع إيتوميدات. الشكل التجاري الأصلي، المسمى هايبوميدات، أحدث عند جميع المرضى تقريباً ألمَ حقنٍ شديد. إلا أن شكل الإعطاء الآخر، ألا وهو مستحلب الزيت في الماء والذي يحتوي المادة الفعالة في قطيرات المستحلب، كانت إطاقته في موضع الحقن أفضل.